# Rendered in Vain
Rendered in Vain är den tredje demoinspelningen från det svenska melodiska death metal-bandet Zonaria. Albumet spelades in på Black Lounge Studios i Avesta med Jonas Kjellgren från Scar Symmetry och skulle ha ett gästspel av Christian Älvestam. Låten "Rendered in Vain" användas bland annat i datorspelet The Darkness.
Alla tre låtar skulle omproduceras för sin fullängdsdebut.

## Låtlista
1. "Rendered in Vain" – 4:17
2. "Attending Annihilation" – 3:32
3. "Ravage the Breed" – 3:56

## Medverkande
Zonaria
- Emil Nyström – gitarr, sång
- Simon Berglund – gitarr, sång, keyboard
- Emanuel "Cebbe" Isaksson – trummor, sång
- Jerry Ekman – basgitarr

Bidragande musiker
- Christian Älvestam – sång (spår 2)

Produktion
- Jonas Kjellgren – producent, mixning, mastering
- E2 Media – skivomslag
- Nikdesign – foto
- Seth (Spiros Antoniou) – omslagsdesign